# Сянці

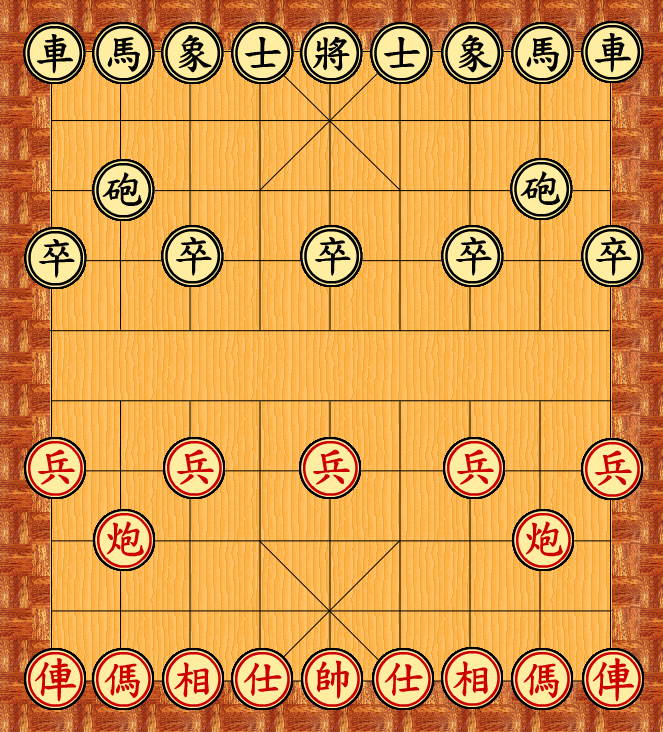
Дошка для гри в сянці з початковою розставою фігур

Сянці (кит.: 象棋, піньїнь xiàngqí) — китайська настільна гра, схожа на шахи. Сянці також часто називають китайськими шахами.
Грається на дошці 9×10, розділеній посередині річкою, яка впливає на рух слонів і пішаків. У кожного із супротивників є палац, 3×3, за межі якого не може виходити головнокомандувач і радники. Окрім головнокомандувача в розпорядженні гравців по два радники, два слони, двоє коней, дві тури і дві гармати, а також 5 пішаків.
Стратегія гри схожа зі звичайними шахами, мета гри — полонити головнокомандувача супротивника, тобто поставити мат. 
Стратегічні відмінності від звичайних шахів: 1) головна фігура — головнокомандувач не може пересуватися по всій шахівниці, а обмежений лише своїм палацом. Через це головнокомандувач більш вразливий до мату або шахів. 2) На відміну від шахів, патова ситуація приносить поразку тому, у кого не залишилося ходів. 3) при досягненні протилежного краю шахівниці пішак не наділений правом перевтілення в сильнішу фігуру. 4) окрім колісниці всі інші фігури та пішаки в сянці своїми здатностями відрізняються від шахів.
Точно невідомо, коли виникла гра, найраніші достовірні згадки — з 9-го століття. Сянці — найпопулярніша настільна гра в Китаї і В'єтнамі, і також у Малайзії, Сінгапурі, Тайвані, Лаосі і Рюкю. Враховуючи те, що населення цих країн сумарно становить близько 22% населення Землі, сянці є другою після шахів найпопулярнішою грою у світі.

## Фігури
Фігури у сянці бочкоподібної форми, але з висотою, значно меншою від діаметра. Фігури позначені китайським письмом. Традиційні кольори написів — червоні і сині, але зараз здебільшого замість синьої використовується чорна фарба. Деякі фігури мають різні китайські назви для обох супротивників та / або позначаються різними знаками-ієрогліфами. У комплектах, що продаються в Європі і США, фігури можуть позначатися символами, схожими на «традиційні шахи».

### Генерали

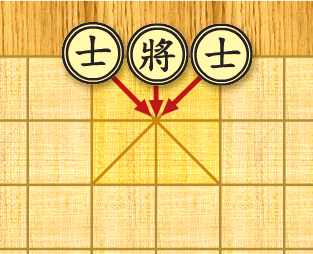
Генерал і радники

Оскільки назви посад китайських правителів заборонені в іграх,  "королі" називаються маршал і генерал. У розпорядженні чорних — «генерал» (кит. трад. 將, спр. 将, піньїнь: jiàng, акад. цзян), у розпорядженні червоних — «маршал» (кит. трад. 帥, спр. 帅, піньїнь: shuài, акад. шуай), але українською маємо звати їх обох "король". Король ходить на одне поле по горизонталі і вертикалі, але не навскоси, і лише в межах палацу. Єдиний виняток — король блокує супротивного короля («летючий генерал», кит. 飛將, пін. fēijiāng) на вертикалі, якщо її не перекриває жодна інша фігура.
Якщо короля убивають, то гра закінчується поразкою гравця, який втратив свою головну фігуру. Якщо в процесі гри гравець не помітив, що може вбити головну фігуру супротивника, то гра продовжується.

### Радники
Китайська назва для обох ші, але знаки різні (чорні — кит.: 士, червоні — кит.: 仕; зрідка «чорний» ієрогліф використовується для обох кольорів). На початку гри розташовуються обабіч короліа. Ходять на одне поле по діагоналі винятково в межах палацу, що обмежує кількість доступних їм полів до п'яти. Мають служити для захисту короля, але часто здобувають від'ємну цінність, бо заважають пересуванням короля.

### Слони
Китайська назва у обох сян, але значення різні: чорні — «слон» (кит. 象, пін. xiàng), червоні — «міністр» (кит. 相, пін. xiàng). В початковій позиції — на першій лінії, одразу ж за радниками. Ходять навскоси, перестибуючи через один пункт, але не можуть перестрибнути через фігуру. Рух слонів обмежений своєю половиною дошки («очі слона затулені», кит. 塞象眼, пін. sāi xiangyǎn), вони не можуть перейти через річку, а тому служать для захисту.

### Коні

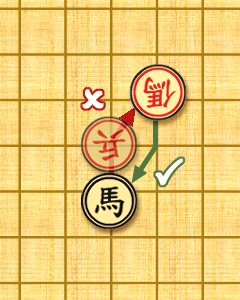
Позиція коней та червоного пішака, коли чорний кінь не може побити червоного, а червоний - може.

Китайська назва коней — для обох ма (чорні — кит. 馬, пін. mǎ, червоні — кит. 傌, пін. mǎ; іноді обидва кольори позначаються однаковими ієрогліфами — кит. трад. 馬, спр. 马). В початковій позиції розташовані за слонами. Ходять літерою Г, але не перестрибують через інші фігури, а пересуваються на один пункт по горизонталі чи вертикалі, а лише потім навскоси. Тому, якщо перед конем стоїть фігура — він зв'язаний і не може зробити відповідний хід. Говорять, що у коня сплутані ноги (кит. 蹩馬腿, пін. bié mǎ tuǐ).

### Колісниці
Колісниці аналогічні шаховим турам. Це найсильніші фігури. Китайська назва — цзу (чорні — кит. 車, пін. jū, червоні — кит. 俥, пін. jū; іноді обидва кольори позначаються однаковими ієрогліфами — кит. трад. 車, спр. 车).

### Гармати

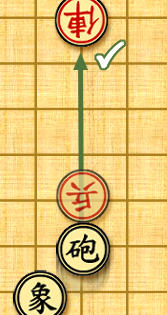
«Постріл» чорної гармати через пішака противника по червоній колісниці.

Китайська назва пао, але з різним тоном і значенням: червоні — «катапульта» (кит. 砲, пін. pào), чорні — «гармата» (кит. 炮, пін. pào). В початковій позиції стоять на третій горизонтальній, другій вертикальній лінії з кожного боку. Ходять, як тури, але б'ють, тільки перестрибуючи через одну іншу фігуру. Гармати дуже грізна сила на початку гри, але в кінці їхня вартість падає, оскільки нема через що перестрибувати.

### Пішаки
Китайська назва червоного пішака цзу (кит. 卒, пін. zú), чорного — бін (кит. 兵, пін. bīng). Пішаки на початку гри розташовуються на 4-ій лінії. У кожного із супротивників п'ять пішаків. Ходять вперед на одну клітинку, б'ють так само. Перейшовши річку, пішаки отримують право ходити і бити на одну клітинку по горизонталі. На відміну від шахів, пішаки не можуть перетворитися в іншу фігуру, досягнувши останньої лінії.

## Правила

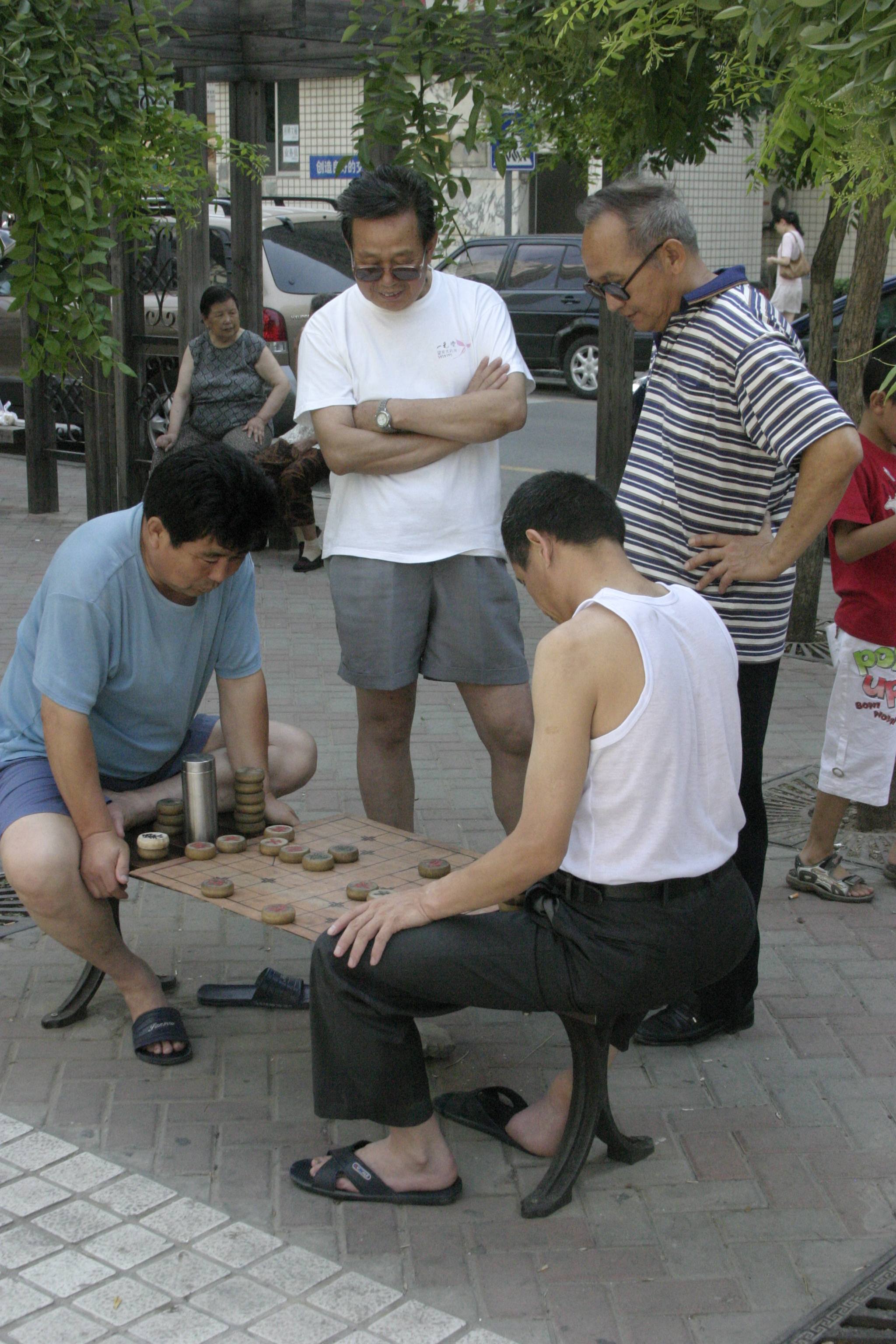
Гравці в Сянці в Пекіні

Починають червоні. Це правило застосовується в більшості сучасних турнірів, хоча традиції в різних областях Китаю різні.
Існують спеціальні правила, які регулюють проблему повторення позиції:
- Стороні, яка повсякчас шахує одною фігурою чи кількома фігурами, оголошується поразка, якщо вона не перестанеш це робити.
- Стороні, яка щоразу нападає на незахищену фігуру, оголошується поразка, якщо вона не перестане це робити. Проте, дозволяється переслідування головнокомандувачами і пішаками.
- Якщо одна сторона дає вічний шах, а інша безперестану нападає, то та, яка дає вічний шах, повинна припинити свої дії. Інакше їй буде оголошена поразка.
- Якщо сторони не порушують правила, але обидві повторюють свої ходи, гра оголошується нічиєю.

## Цікаві факти
Також гра досить поширена в Японії (川中島将棋). З антикитайських міркувань вигляд дошки і назви фігур змінені. Ієрогліфи, що позначають фігури, навмисне переплутані саме таким чином, щоб якнайбільше заплутати китайця, який би погодився грати з японцем.

## Комп'ютерні сянці
Складність ігрового дерева сянці дорівнює приблизно 3895, що відповідає 10150. Це більше, ніж у звичайних шахів, але менше, ніж складність сьоґі і го. В 2006 році комп'ютер китайської компанії Inspur виграв матч проти п'ятьох провідних професійних гравців із Китаю: три партії закінчилися перемогою, п'ять нічиєю і тільки дві програма програла. Тайваньська асоціація китайських шахів кваліфікувала в 2007 році комп'ютерні програми ELP і ShiGa на рівні 6-го дану.